# Julen Agirrezabala
Julen Agirrezabala Astúlez (San Sebastián, 26 dicembre 2000) è un calciatore spagnolo, portiere del Valencia, in prestito dall'Athletic Bilbao.

## Carriera

### Club
Agirrezabala è entrato a far parte delle giovanili dell'Athletic Bilbao nel 2018, proveniente dall'Antiguoko. Ha debuttato con la squadra satellite del Baskonia nella stagione 2019-20, in Tercera División.
Al suo debutto con le riserve nel novembre 2020, Agirrezabala è partito titolare e ha parato un calcio di rigore nella vittoria esterna per 3-2 in Segunda División B contro il Club Portugalete. Il successivo 15 marzo rinnova il contratto con i baschi fino al 2025.
Nel giugno del 2021 Agirrezabala viene inserito dal tecnico Marcelino in prima squadra. Ha esordito in prima squadra, e nella Liga, il 16 agosto, nella trasferta pareggiata per 0-0 contro l'Elche.

### Nazionale
Ha partecipato agli Europei Under-21 del 2023, nei quali la sua nazionale è stata finalista perdente.

## Statistiche

### Presenze e reti nei club
Statistiche aggiornate al 20 giugno 2022.
| Stagione        | Squadra         | Campionato      | Campionato | Campionato | Coppe nazionali | Coppe nazionali | Coppe nazionali | Coppe continentali | Coppe continentali | Coppe continentali | Altre coppe | Altre coppe | Altre coppe | Totale | Totale |
| Stagione        | Squadra         | Comp            | Pres       | Reti       | Comp            | Pres            | Reti            | Comp               | Pres               | Reti               | Comp        | Pres        | Reti        | Pres   | Reti   |
| --------------- | --------------- | --------------- | ---------- | ---------- | --------------- | --------------- | --------------- | ------------------ | ------------------ | ------------------ | ----------- | ----------- | ----------- | ------ | ------ |
| 2019-2020       | Baskonia        | SDB             | 1          | -1         |                 | -               | -               |                    | -                  | -                  |             | -           | -           | 1      | -1     |
| 2020-2021       | Bilbao Athletic | SDB             | 12+2       | -11+-1     |                 | -               | -               |                    | -                  | -                  |             | -           | -           | 14     | -12    |
| 2021-2022       | Bilbao Athletic | PF              | 27         | -33        |                 | -               | -               |                    | -                  | -                  |             | -           | -           | 27     | -33    |
| 2021-2022       | Athletic Bilbao | PD              | 4          | -5         | CR              | 5               | -4              |                    | -                  | -                  | SS          | 0           | 0           | 9      | -9     |
| 2022-2023       | Athletic Bilbao | PD              | 8          | -6         | CR              | 7               | -4              |                    | -                  | -                  |             | -           | -           | 15     | -10    |
| Totale carriera | Totale carriera | Totale carriera | 54         | -57        |                 | 12              | -8              |                    | -                  | -                  |             | -           | -           | 66     | -65    |

## Palmarès
- Coppa di Spagna: 1

Athletic Bilbao: 2023-2024